# Emil Normann
Emil Wilhelm Normann (født 18. december 1798 i København, død 21. juni 1881 sammesteds) var en dansk kunstmaler og søofficer. 

## Familie
Han var søn af generalmajor og kammerherre Gottlieb Philip Geritus Dietrich von Normann (1749-1821) og 
Carolina Francisca Louise von Holstein. Han giftede sig d. 28. juni 1832 i København med Wilhelmine Ottonie Christiane Høeg (11.6.1807-12.1.1890).

## Levnedsløb
Gennem selvstudier udviklede han sit tegnetalent og i april 1825 blev han privat elev hos Christoffer Wilhelm Eckersberg. Han sejlede med orlogsskib på togter til Dansk Vestindien i 1823-24 og 1830-31, men holdt kontakten til Eckersberg. Eckersberg malede Normanns korvette i 1834, hvor de var på jomfrurejse med korvetten "Dronning Marie" og sejlede rundt om Sjælland. De to stak afsted i en robåd for at male skibet, mens det var ankret op i Storebælt. Han fortsatte sit studie i flådemaleri som en del af hans uddannelse til søofficer, hvor han lærte at skildre flere manøvrer med forskellige sejlskibe. 
Hans venskab med Eckersberg gav ham tætte relationer til Martinus Rørbye, Fritz Petzholdt og Adam Müller. I 1830 malede Martinus Rørbye således et portæt af Normann. Normann solgte aldrig sine malerier, men gav dem i gave eller beholdt dem selv. Eckersberg havde derfor ti oliemalerier malet af Normann.

## Udvalgte værker
- Udsigt på Elben ved Altona (1829)
- Slaget på Rheden den 2. April 1801 (1830)
- Sejlskibe udenfor en havn, i forgrunden fæstningsværk med kanoner (1832)
- Kanonbåden Delphinens ankomst til Christiansø (1834)
- Linieskibet Skjold sejler ud i renden, hvor korvetten Najaden ligger til ankers (1837)
- Slaget ved Øland den 1ste Juni 1676 (1840)

## Billeder
| - Værker af Emil Normann - En engelsk bark langs kysten af Christiansø, 1833 - Slaget ved Øland, 1843 - Den engelske brig "Ann" forliser ved Christiansø, 1840'erne - Talrige skibe ud for København, uklar datering |